# 26. (Württembergische) Reserve-Division
Die 26. (Württembergische) Reserve-Division war von 1914 bis 1919 ein Großverband der Württembergischen Armee.

## Geschichte
Gemäß dem Mobilmachungsplan stellte die 26. Division (1. Königlich Württembergische) am 2. August 1914, dem ersten Mobilmachungstag, in Stuttgart den Stab der 26. (Württ.) Reserve-Division auf. Zu diesem traten die drei ebenfalls neu aufgestellten Reserve-Infanterie-Regimenter Nr. 119, 120 und 121 mit je drei Bataillonen zu 1.000 Mann, das Reserve-Dragoner-Regiment Nr. 19 zu drei Eskadronen, das Reserve-Feldartillerie-Regiment Nr. 26 mit drei Abteilungen zu je drei Batterien, eine Reserve-Sanitäts-Kompanie, sowie eine Anzahl von Reserve-Trains und Kolonnen. Als aktive Truppenteile wurde einzig das 10. Infanterie-Regiment Nr. 180 mit drei Bataillonen sowie die 4. Kompanie des II. Pionier-Bataillons Nr. 13 unterstellt.
Während sich in den aktiven Formationen nur aktive Mannschaften und die jüngsten Jahrgänge der Reserve befanden, waren die Reserveformationen  aus den älteren Jahrgängen hälftig aus der Reserve und aus der Landwehr, also aus Männern zusammengesetzt, die im Durchschnitt 24 bis 30 Jahre alt waren. In den Infanteriebataillonen der Reserve-Infanterie-Regimenter waren jeweils nur 16 aktive Unteroffiziersdienstgrade eingesetzt. Die Bataillone bestanden aus vier Infanteriekompanien und einer schweren MG-Kompanie mit sechs Maschinengewehren.
Das Reserve-Dragoner-Regiment war aus Reservisten der beiden aktiven Dragoner- bzw. Ulanen-Regimentern gemischt. Die Pferde waren, von wenigen Ausnahmen abgesehen, gemäß der Pferdeverteilungslisten aus dem Land ausgehoben oder freihändig gekauft. Die beiden ersten Abteilungen des Reserve-Feldartillerie-Regiments waren mit der Feldkanone 96 ausgerüstet. Die dritte Abteilung bestand aus leichten Feldhaubitzen Kaliber 10,5. Jede Abteilung hatte zudem eine leichte Munitionskolonne.
Am achten Mobilmachungstag war die Marschbereitschaft der Division hergestellt und so trat sie am 10. August 1914 in den Vogesen erstmals zusammen. Zum 14. August 1914 wurde der Division das im Elsass aufgestellte preußische Reserve-Infanterie-Regiment Nr. 99 zugeteilt. Diese verblieb bis 1917 im Divisionsverband. Anschließend war die Division wieder ein rein württembergischer Verband. Nach Auflösung der 52. (Württ.) Reserve-Infanterie-Brigade wurde im März 1915 das Württ. Infanterie-Regiment Nr. 120 der neugebildeten 58. (Sächs.) Infanterie-Division unterstellt.
Nach Kriegsende wurde der Divisionsstab in Stuttgart demobilisiert und die 26. (Württ.) Reserve-Division aufgelöst.

### Garnisonen
Als Kriegsformation aufgestellt, hatte die Division keine Friedensgarnison.

### Gefechtskalender

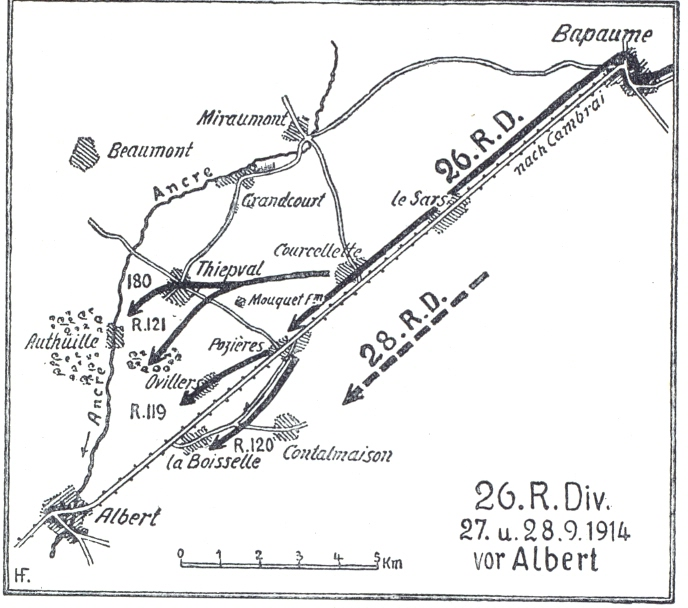
Die Division im September 1914 vor Albert

Die Division wurde im Rahmen der Mobilmachung zu Beginn des Ersten Weltkriegs aufgestellt und im Kriegsverlauf ausschließlich an der Westfront eingesetzt.
Nach Abschluss der Aufstellung wurde die Division per Eisenbahntransport zum Grenzschutz an den Rhein verlegt und marschierte dort im Raum Kenzingen auf. Ab Mitte August 1914 drang sie über die Vogesen ins Breuschtal vor und kämpfte vom 20. bis 23. August am Donon bei Schirmeck und Wildersbach. Anschließend marschierte es aus dem Breuschtal gegen die Meurthe vor und nahm am 29. August St. Dié in Besitz. Anfang September wurde die Offensive gegen Epinal fortgesetzt, bis die 6. Armee zurückschwenkte und das XIV. Reserve-Korps nach Saarburg abmarschierte. In Hartgarten wurde die Division einwaggoniert und per Bahntransport nach Nordfrankreich verlegt. Dort traf sie Ende September ein und wurde in der ersten Sommeschlacht eingesetzt. Mitte Oktober 1914 gingen die Kämpfe in einen Stellungskrieg über und die Division kämpfte bis Anfang Juli 1915 im Raum Albert.

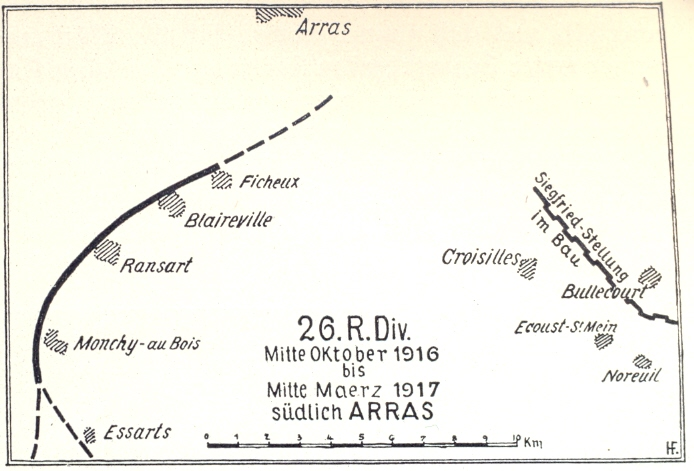
Stellung der Division von Oktober 1916 bis März 1917 südlich Arras.

Der Stellungskrieg zu beiden Seiten der Ancre westlich von Bapaume im Artois zog sich über das Jahr 1915 bis zum Beginn der  nächsten Sommeschlacht hin. Ab 1. Juli 1916 war sie im Raum Thiepval bis zur Ablösung am 10. Oktober heftigsten englischen Angriffen ausgesetzt. Am 10. Oktober wurde sie abgelöst und rund 25 km nach Norden verschoben. Dort verblieb sie rund 15 km südlich von Arras im Raum Ficheux, Blaireveille, Ransat und Monchy-au-Bois bis Mitte März 1917 im Stellungskampf.
Ab dem 16. März 1917 kämpfte sie vor der Siegfriedlinie, besonders im April in der Frühjahrsschlacht bei Arras. Nach weiteren Stellungskämpfen im Artois wurde die Division im Sommer nach Flandern verlegt und fand dort bis Mitte Februar 1918 als Stellungdivision Verwendung.

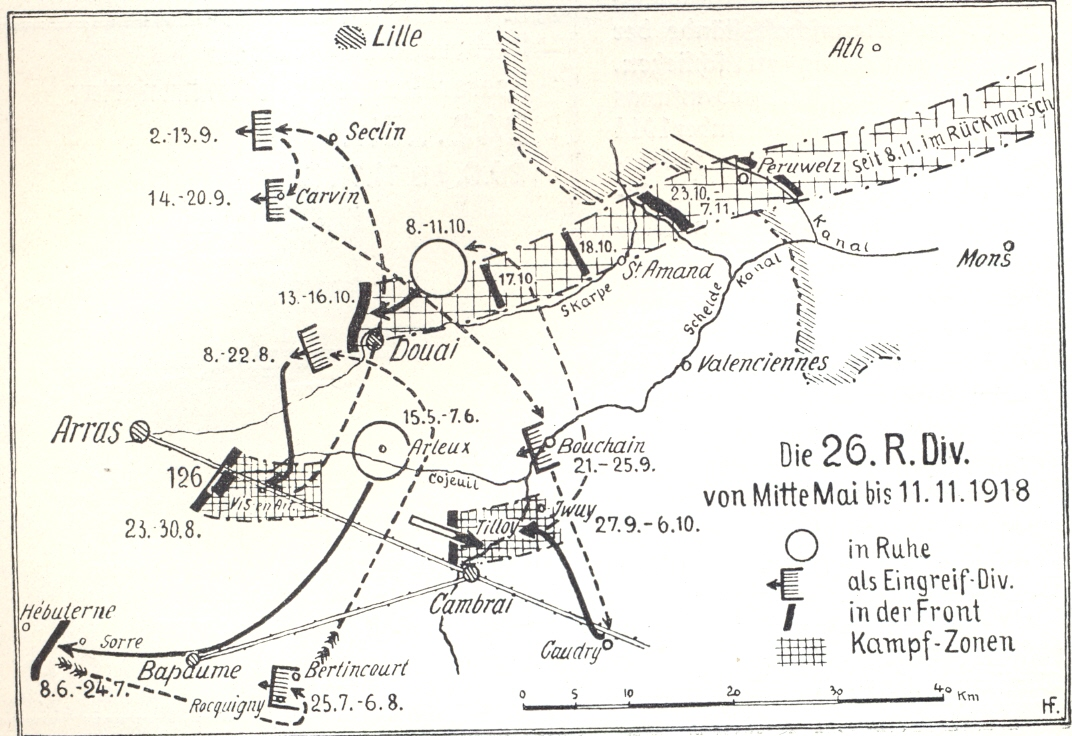
Rückzugskämpfe von Mai bis November 1918.

Ab Mitte Februar 1918 wurde sie als Reserve der OHL zum Grenzschutz an der belgisch-holländischen Grenze eingesetzt und für die Große Schlacht in Frankreich aufgefrischt und auf diese vorbereitet. Nach Abbruch der Schlacht Anfang April, kämpfte die Division wieder im alten Stellungsraum der Jahre 1915 bis 1917 an der Somme. Im April zwischen Arras und Albert, im August in der Schlacht bei Monchy-Bapaume und von September bis Anfang Oktober in der Abwehrschlacht zwischen Cambrai und St. Quentin. Nach Kämpfen vor und in der Hermannstellung folgten ab dem 5. November Rückzugsgefechte vor der Antwerpen-Maas-Stellung.
Nach Ausrufung des Waffenstillstandes am 11. November wurden die besetzten Gebiete geräumt und der Rückmarsch in die Heimat angetreten. Dort traf sie am 8. Dezember ein. Anschließend wurden die verschiedenen Truppenteile der Division demobilisiert und dieselbe Anfang 1919 aufgelöst.

## Organisation

### Verbandszugehörigkeit
Die Division wurde mit der Aufstellung dem XIV. Reserve-Korps unter General Richard von Schubert unterstellt und war damit Teil der 7. Armee unter dem Kommando von Generaloberst Josias von Heeringen.

### Gliederung

#### Kriegsgliederung bei der Mobilmachung im August 1914
- Divisionsstab
- 51. (Württ.) Reserve-Infanterie-Brigade
  - 10. Infanterie-Regiment Nr. 180
  - Reserve-Infanterie-Regiment Nr. 121
- 52. (Württ.) Reserve-Infanterie-Brigade
  - Reserve-Infanterie-Regiment Nr. 119
  - Reserve-Infanterie-Regiment Nr. 120
- Reserve-Dragoner-Regiment
- Reserve-Feld-Artillerie-Regiment Nr. 26
- 4. Kompanie/II. Pionier-Bataillon Nr. 13
- 1. Reserve-Pionier-Kompanie
- Reserve-Divisions-Brückentrain Nr. 26
- Reserve-Sanitäts-Kompanie Nr. 26
- Reserve-Feldlazarette Nr. 1[A 1], 2[A 2], 3[A 3] und 4[A 4]
- Reserve-Artillerie-Munitions-Kolonnen Nr. 1, 3 und 4
- Reserve-Infanterie-Munitions-Kolonnen Nr. 1 und 2
- Reserve-Fuhrpark-Kolonnen Nr. 1, 2 und 3
- Reserve-Proviant-Kolonnen Nr. 1 und 2[1]

#### Kriegsgliederung vom 1. Mai 1918
- Divisionsstab
- 51. (Württ.) Reserve-Infanterie-Brigade
  - Reserve-Infanterie-Regiment Nr. 119
  - Reserve-Infanterie-Regiment Nr. 121
  - 10. Infanterie-Regiment Nr. 180
  - MG-Scharfschützen-Abteilung Nr. 54[A 5]
- Artillerie-Kommandeur Nr. 122
  - Reserve-Feld-Artillerie-Regiment Nr. 26
  - Fußartillerie-Bataillon Nr. 59
- 2. Eskadron/Ulanen-Regiment „König Wilhelm I.“ (2. Württembergisches) Nr. 20
- Pionier-Bataillon Nr. 326
- Divisions-Nachrichten-Kommandeur Nr. 426
- Reserve-Feldlazarette Nr. 502 und 505
- Feldrekruten-Depot der 26. Reserve-Division

### Kommandeure
| Dienstgrad             | Name               | Datum                                   |
| ---------------------- | ------------------ | --------------------------------------- |
| General der Infanterie | Franz von Soden    | 02. August 1914 bis 16. Dezember 1916   |
| Generalleutnant        | Albert von Fritsch | 17. Dezember 1916 bis 15. Dezember 1918 |

## Sonstiges

### Kampfwert
1917 bewertete die Entente die 26. (Württ.) Reserve-Division als eine sehr gute Division. Ihr Kampfwert glich dem einer aktiven Infanteriedivision. In der Schlacht an der Somme überzeugte sie durch hartnäckigen Widerstand und kräftige Gegenangriffe. Anschließend in ruhigeren Frontabschnitten eingesetzt, behielt sie ihre hohe Moral.
Nicht in den großen und verlustreichen Schlachten der Jahre 1917 und 1918 verschlissen, wurde sie vom amerikanischen militärischen Nachrichtenwesen auch 1918 weiter als erstklassige Division bewertet.

## Verweise